# Primera División de la República Federal de Yugoslavia 1993-94
La Primera División de la República Federal de Yugoslavia, en su temporada 1993-94, fue la 2ª edición del torneo; en esta participaron clubes de la actual Serbia y de Montenegro. El campeón fue el Partizan de Belgrado, que consiguió el 13° título de su historial, logró además el doblete al vencer en la final de la copa al Spartak Subotica.

## Formato de competición
Los veinte mejores clubes del país participan en la competición que tiene lugar en dos fases distintas. En la primera, los equipos se dividen en dos grupos (1.A y 1.B) donde cada formación se enfrenta a sus rivales dos veces en casa y fuera. Al final de esta fase, los 6 primeros de Liga 1.A más los cuatro primeros de Liga 1.B acceden al grupo que disputará el título.
La segunda fase se lleva a cabo de una manera idéntica a la primera. Al final de la temporada, una clasificación acumulativa (puntos adquiridos durante la segunda fase + bonificación al final de la primera fase) determina la clasificación final.
Los clubes yugoslavos una vez más están suspendidos por la UEFA de toda la competición europea.

## Primera Fase

### 1.A Liga
- Este grupo incluye los diez primeros clasificados de la temporada anterior.

| Pos | Club                | PJ | PG | PE | PP | GF | GC | DG  | Pts |
| --- | ------------------- | -- | -- | -- | -- | -- | -- | --- | --- |
| 1   | Partizan Belgrado   | 18 | 11 | 6  | 1  | 37 | 18 | +19 | 28  |
| 2   | Estrella Roja       | 18 | 10 | 5  | 3  | 38 | 16 | +22 | 25  |
| 3   | Vojvodina Novi Sad  | 18 | 10 | 4  | 4  | 34 | 18 | +16 | 24  |
| 4   | Zemun Belgrado      | 18 | 8  | 2  | 8  | 16 | 20 | -4  | 18  |
| 5   | Proleter Zrenjanin  | 18 | 7  | 4  | 7  | 33 | 26 | +7  | 18  |
| 6   | Budućnost Podgorica | 18 | 6  | 6  | 6  | 17 | 26 | -9  | 18  |
| 7   | Rad Belgrado        | 18 | 7  | 3  | 8  | 16 | 19 | -3  | 17  |
| 8   | Radnički Nis        | 18 | 6  | 3  | 9  | 20 | 31 | -11 | 15  |
| 9   | Hajduk Kula         | 18 | 3  | 4  | 11 | 17 | 28 | -11 | 10  |
| 10  | Napredak Kruševac   | 18 | 2  | 3  | 13 | 16 | 42 | -26 | 7   |

### 1.B Liga
- Este grupo incluye clubes clasificados entre el puesto 11° y 17° de la temporada anterior más los tres ascendidos de la segunda liga.

| Pos | Club              | PJ | PG | PE | PP | GF | GC | DG  | Pts |
| --- | ----------------- | -- | -- | -- | -- | -- | -- | --- | --- |
| 1   | OFK Belgrado      | 18 | 10 | 3  | 5  | 27 | 23 | +4  | 23  |
| 2   | Spartak Subotica  | 18 | 9  | 3  | 6  | 32 | 18 | +14 | 21  |
| 3   | Radnički Belgrado | 18 | 7  | 6  | 5  | 32 | 24 | +8  | 20  |
| 4   | FK Bečej          | 18 | 9  | 2  | 7  | 25 | 22 | +3  | 20  |
| 5   | Rudar Pljevlja    | 18 | 7  | 4  | 7  | 23 | 16 | +7  | 18  |
| 6   | Mogren Budva      | 18 | 6  | 6  | 6  | 22 | 24 | -2  | 18  |
| 7   | Sloboda Užice     | 18 | 5  | 7  | 6  | 18 | 17 | +1  | 17  |
| 8   | Sutjeska Nikšić   | 18 | 3  | 10 | 5  | 21 | 29 | -8  | 16  |
| 9   | OFK Kikinda       | 18 | 6  | 3  | 9  | 15 | 27 | -12 | 15  |
| 10  | Jastrebac Nis     | 18 | 4  | 4  | 10 | 20 | 35 | -15 | 12  |

## Segunda Fase

### 1.A Liga
| Pos | Club                   | PJ | PG | PE | PP | GF | GC | DG  | Bonif. | Puntos |
| --- | ---------------------- | -- | -- | -- | -- | -- | -- | --- | ------ | ------ |
| 1   | Partizan Belgrado      | 18 | 13 | 3  | 2  | 44 | 10 | +34 |        | 29     |
| 2   | Estrella Roja Belgrado | 18 | 12 | 2  | 4  | 40 | 18 | +22 |        | 26     |
| 3   | Vojvodina Novi Sad     | 18 | 8  | 5  | 5  | 29 | 19 | +10 |        | 21     |
| 4   | OFK Belgrado           | 18 | 7  | 3  | 8  | 21 | 26 | -5  |        | 17     |
| 5   | Spartak Subotica       | 18 | 6  | 5  | 7  | 22 | 26 | -4  |        | 17     |
| 6   | Budućnost Podgorica    | 18 | 7  | 2  | 9  | 21 | 33 | -12 |        | 16     |
| 7   | FK Zemun Belgrado      | 18 | 6  | 3  | 9  | 16 | 25 | -6  |        | 15     |
| 8   | Radnički Belgrado      | 18 | 5  | 5  | 8  | 15 | 28 | -13 |        | 15     |
| 9   | FK Bečej               | 18 | 6  | 1  | 22 | 28 | 28 | -6  |        | 13     |
| 10  | Proleter Zrenjanin     | 18 | 4  | 3  | 11 | 8  | 28 | -20 |        | 11     |

### 1.B Liga
| Pos | Club              | PJ | PG | PE | PP | GF | GC | DG  | Bonif. | Puntos |
| --- | ----------------- | -- | -- | -- | -- | -- | -- | --- | ------ | ------ |
| 11  | Rad Belgrado      | 18 | 9  | 7  | 2  | 28 | 10 | +18 |        | 25     |
| 12  | Napredak Kruševac | 18 | 11 | 3  | 4  | 24 | 16 | +8  |        | 25     |
| 13  | Rudar Pljevlja    | 18 | 8  | 6  | 4  | 23 | 10 | +13 |        | 22     |
| 14  | Hajduk Kula       | 18 | 8  | 6  | 4  | 22 | 16 | +6  |        | 22     |
| 15  | Radnički Niš      | 18 | 8  | 5  | 5  | 27 | 12 | +15 |        | 21     |
| 16  | Sloboda Užice     | 18 | 6  | 3  | 9  | 16 | 22 | -6  |        | 15     |
| 17  | ОFK Kikinda       | 18 | 4  | 7  | 7  | 16 | 26 | -10 |        | 15     |
| 18  | Sutjeska Nikšić   | 18 | 4  | 5  | 9  | 17 | 34 | -17 |        | 13     |
| 19  | Jastrebac Nis     | 18 | 4  | 3  | 11 | 14 | 18 | -4  |        | 11     |
| 20  | Mogren Budva      | 18 | 4  | 3  | 11 | 12 | 25 | -13 |        | 11     |

## Clasificación Final Acumulada
- La clasificación final se obtiene sumando los puntos obtenidos en la segunda fase más los puntos de bonificación obtenidos por los clubes al final de la primera fase.

| Pos. | Club                   | PJ | PG | PE | PP | GF | GC | DG  | Pts |
| ---- | ---------------------- | -- | -- | -- | -- | -- | -- | --- | --- |
| 1.   | Partizan Belgrado      | 18 | 13 | 3  | 2  | 44 | 10 | 34  | 42  |
| 2.   | Estrella Roja Belgrado | 18 | 12 | 2  | 4  | 40 | 18 | 22  | 37  |
| 3.   | Rad Belgrado           | 18 | 9  | 7  | 2  | 28 | 10 | 18  | 32  |
| 4.   | Vojvodina Novi Sad     | 18 | 8  | 5  | 5  | 29 | 19 | 10  | 31  |
| 5.   | Rudar Pljevlja         | 18 | 8  | 6  | 4  | 23 | 10 | 13  | 29  |
| 6.   | Napredak Kruševac      | 18 | 11 | 3  | 4  | 24 | 16 | 8   | 28  |
| 7.   | Radnički Nis           | 18 | 8  | 5  | 5  | 27 | 12 | 15  | 27  |
| 8.   | Hajduk Kula            | 18 | 8  | 6  | 4  | 22 | 16 | 6   | 25  |
| 9.   | OFK Belgrado           | 18 | 7  | 3  | 8  | 21 | 26 | -5  | 24  |
| 10.  | Spartak Subotica       | 18 | 6  | 5  | 7  | 22 | 26 | -4  | 23  |
| 11.  | Zemun Belgrado         | 18 | 6  | 3  | 9  | 19 | 25 | -6  | 23  |
| 12.  | Budućnost Podgorica    | 18 | 7  | 2  | 9  | 21 | 33 | -12 | 23  |
| 13.  | Sloboda Užice          | 18 | 6  | 3  | 9  | 16 | 22 | -6  | 19  |
| 14.  | Radnički Belgrado      | 18 | 5  | 5  | 8  | 15 | 28 | -13 | 19  |
| 15.  | OFK Kikinda            | 18 | 4  | 7  | 7  | 16 | 26 | -10 | 18  |
| 16.  | Proleter Zrenjanin     | 18 | 4  | 3  | 11 | 8  | 28 | -20 | 18  |
| 17.  | FK Bečej               | 18 | 6  | 1  | 11 | 22 | 28 | -6  | 17  |
| 18.  | Mogren Budva           | 18 | 4  | 3  | 11 | 12 | 25 | -13 | 17  |
| 19.  | Sutjeska Nikšić        | 18 | 4  | 5  | 9  | 17 | 34 | -17 | 17  |
| 20.  | Jastrebac Niš          | 18 | 4  | 3  | 11 | 14 | 18 | -4  | 13  |

- Clubes ascendidos de Segunda Liga: Borac Čačak, Obilić Belgrado y FK Loznica.